# On My Own
On My Own – pierwsza solowa płyta byłej wokalistki grupy Blue Café, Tatiany Okupnik.
Materiał na krążek powstał w Stanach Zjednoczonych. Producentem płyty jest Lenny White, amerykański muzyk, który współpracował z takimi artystami, jak Miles Davis, Chaka Khan, Dianne Reeves, Al Di Meola, Chick Corea, czy Marcus Miller.
Pierwszym singlem promującym album On My Own jest utwór „Don't Hold Back”. Do piosenki powstał teledysk wyreżyserowany przez Tomka Nalewajka.
Nagrania dotarły do 6. miejsca listy OLiS, a album osiągnął status złotej płyty.

## Lista utworów
1. „Introducing”
2. „Tell Me Do I Drive U Crazy (Striptease)”
3. „Don't Hold Back (Find Your Way)”
4. „Shake It”
5. „Hey Big Spender”
6. „Around The World”
7. „Tell Me What U Really Want”
8. „Keep It on the Low”
9. „Afterglow”
10. „The Look (of Love)”
11. „Lovin' You” (cover utworu Minnie Riperton)
12. „The Woman In Me”
13. „On My Own”